# 晴美台
晴美台（はるみだい）は大阪府堺市南区の地名。現行行政地名は晴美台一丁から晴美台四丁。住居表示は実施済み。

## 地名の由来
ニュータウンで最も高い丘陵で、見晴らしが良いことから名づけられた。まちびらきは、昭和47年4月。

## 世帯数と人口
2020年（令和2年）3月31日現在（堺市発表）の世帯数と人口は以下の通りである。
| 丁目       | 世帯数    | 人口    |
| ---------- | --------- | ------- |
| 晴美台一丁 | 956世帯   | 2,150人 |
| 晴美台二丁 | 684世帯   | 1,662人 |
| 晴美台三丁 | 984世帯   | 1,918人 |
| 晴美台四丁 | 485世帯   | 849人   |
| 計         | 3,109世帯 | 6,579人 |

### 人口の変遷
国勢調査による人口の推移。
| 1995年（平成7年）  | 10,301人 | [ 7 ]  |  |
| 2000年（平成12年） | 9,053人  | [ 8 ]  |  |
| 2005年（平成17年） | 8,075人  | [ 9 ]  |  |
| 2010年（平成22年） | 7,721人  | [ 10 ] |  |
| 2015年（平成27年） | 7,242人  | [ 11 ] |  |

### 世帯数の変遷
国勢調査による世帯数の推移。
| 1995年（平成7年）  | 3,264世帯 | [ 7 ]  |  |
| 2000年（平成12年） | 3,216世帯 | [ 8 ]  |  |
| 2005年（平成17年） | 3,167世帯 | [ 9 ]  |  |
| 2010年（平成22年） | 3,255世帯 | [ 10 ] |  |
| 2015年（平成27年） | 3,121世帯 | [ 11 ] |  |

## 小・中学校の校区
市立小・中学校に通う場合、校区は以下の通りとなる。
| 丁  | 番地 | 小学校             | 中学校             |
| --- | ---- | ------------------ | ------------------ |
| 1丁 | 全域 | 堺市立はるみ小学校 | 堺市立晴美台中学校 |
| 2丁 | 全域 | 堺市立はるみ小学校 | 堺市立晴美台中学校 |
| 3丁 | 全域 | 堺市立はるみ小学校 | 堺市立晴美台中学校 |
| 4丁 | 全域 | 堺市立はるみ小学校 | 堺市立晴美台中学校 |

## 事業所
2016年（平成28年）現在の経済センサス調査による事業所数と従業員数は以下の通りである。
| 丁目       | 事業所数 | 従業員数 |
| ---------- | -------- | -------- |
| 晴美台一丁 | 25事業所 | 211人    |
| 晴美台二丁 | 15事業所 | 130人    |
| 晴美台三丁 | 17事業所 | 131人    |
| 晴美台四丁 | 8事業所  | 354人    |
| 計         | 65事業所 | 826人    |

## 施設
- 堺市立はるみ小学校
- 堺市立晴美台中学校
- 大阪府立堺東高等学校
- 帝塚山学院泉ヶ丘中学校・高等学校
- 帝塚山学院大学泉ヶ丘キャンパス

## 交通

### 鉄道
町域内にはなく、南海泉北線泉ケ丘駅が最寄り駅になっている。

### バス
南海バス泉北泉ヶ丘地区線「晴美台回り(17系統)」・「晴美台・槇塚台回り(26系統)」

## その他

### 日本郵便
- 郵便番号 : 590-0113[3]（集配局：泉北郵便局[16]）。